# Distretto regionale di Fraser Valley
Il distretto regionale di Fraser Valley (FVRD) è un distretto regionale della Columbia Britannica, Canada di 257.031 abitanti, che ha come capoluogo Chilliwack.

## Comunità
- Città e comuni
  - Abbotsford (city)
  - Chilliwack (city)
  - Mission (municipalità di distretto)
  - Hope (municipalità di distretto)
  - Kent (municipalità di distretto)
- Villaggi e aree esterne ai comuni
  - Harrison Hot Springs
  - Electoral Area "A"
  - Electoral Area "B"
  - Electoral Area "C"
  - Electoral Area "D"
  - Electoral Area "E"
  - Electoral Area "F"
  - Electoral Area "G"
  - Electoral Area "H"